# Valerian Magni
Valerian Magni, italsky Valeriano Magni, původním jménem Massimiliano (Maxmilián) Magni (15. října 1586, Milán – 29. července 1661, Salcburk) byl italský kapucínský mnich, filosof, spisovatel, diplomat, blízký spolupracovník a zpovědník pražského arcibiskupa kardinála Arnošta Vojtěcha z Harrachu. V době pobělohorské se podílel na katolické reformě, byl však zastánce nenásilného postupu rekatolizace.
Valerián Magni pocházel z italského šlechtického rodu Magnisů. Byl velmi schopný kněz i diplomat a je zajímavým příkladem smířlivého a relativně tolerantního přístupu v rámci katolické církve 17. století. V rakouské monarchii ovšem tehdy převládl nekompromisní postup, reprezentovaný okruhem panovníkových rádců a jezuity. Přesto byl Valerián Magni dle slov Jana Amose Komenského údajně „zchytralý svůdce“.

## Život a činnost
Narodil se 15. října 1586 v Miláně jako Maxmilián Magni, byl třetím synem ze sedmi dětí italského šlechtice Konstantina z Magni († 1606). V roce1588 se celá rodina přestěhovala do Prahy na Malou Stranu.
25. března 1602 Maxmilián vstoupil do řádu kapucínů a přijal jméno Valerian. Po noviciátu a navazujícím studiu filosofie a teologie v Praze se v roce 1609 stal kazatelem v kostele sv. Doroty ve Vídni. Od roku 1613 působil v Linci, kde se stal v roce 1619 představeným tamějšího kapucínského kláštera. Roku 1621 absolvoval diplomatickou misi do Francie, roku 1630 do Mantovy.
V roce 1623 se stal kvardiánem kláštera kapucínů v Praze a rok poté se stal představeným - provinciálem celé česko-rakouské kapucínské provincie. V roce 1626 složil hodnost provinciála a řeholního života v klášteře se (se souhlasem Říma) vzdal, aby se stal se rádcem arcibiskupa Arnošta Harracha. S pražským primasem sdíleli názor o nadřazenosti moci duchovní nad světskou a spolu snili o univerzálním panování katolické církve.
Roku 1635 se Magni účastnil mírových jednání v Praze jako teologický poradce. V letech 1622–1623 byl poradcem vévody Maxmiliána I. Bavorského. Od roku 1645 působil jako misionář v Sasku, Hesensku, Braniborsku a Gdaňsku.
Papežskou kongregací Pro šíření víry (Propaganda fide) byl v červenci 1625 určen za spolupracovníka pražského arcibiskupa kardinála Arnošta Harracha a v této funkci působil do roku 1634. Jeho úkolem bylo pomáhat uskutečnit v pobělohorských Čechách katolickou obnovu. Usiloval o církev začleněnou do českých poměrů a nezávislou na habsburské moci. Spolu s kardinálem Harrachem se pokoušel prosadit mírný postup rekatolizace. Připouštěl jistou toleranci vůči protestantům a ne jejich striktní vyhánění, spojované mnohdy s nelidským zacházením. Násilí při hlásání víry odmítal. Tyto myšlenky se neúspěšně pokoušeli prosadit při jednáních ve Vídni roku 1626 do Obnoveného zřízení zemského.
Požadoval také svobodu Karlovy univerzity a zrušení jezuitského monopolu ve vzdělávání. Nakonec se podařilo pro českou církev prosadit finanční výtěžek ze solné daně za zcizené majetky, účast duchovních na sněmech a zřízení biskupského semináře. Další plán na zřízení čtyř nových biskupství se podařilo plně dokončit až za panování císaře Josefa II. I když po prvních jednáních chtěl na svou funkci rezignovat, postupně se pustil do reformní práce v duchu přijatých pravidel. Kardinála Harracha zastupoval také v letech 1628–1629 v Římě, kde představil a hájil výsledky dosažené při jednáních. Svými postoji si získal řadu odpůrců u císařského dvora, zejména mezi jezuity, proti kterým vystupoval. Jeho největším protivníkem byl jezuita Lamormain, zpovědník císaře Ferdinanda II. Proti jezuitům vystupoval soustavně, za což sklidil kritiku také od svých představených v Římě.
Za svůj spis (Apologia Valerii...), který se podobal Pascalovým Listům proti jezuitům, byl v roce 1661 ve Vídni zatčen a uvězněn – zprvu v klášteře a pak ve veřejném vězení. Po intervencích u císaře Leopolda I. byl propuštěn, ale ještě téhož roku v Salcburku zemřel.

## Dílo
- De acatholicorum credenti regula iudicium (1628) V tomto spise Magni sugestivně vyvrací evangelické stanovisko o tom, že Bible je jediným zdrojem víry. Jeho „Soud“ vyvolal polemickou odezvu J. A. Komenského, který proti Magnimu napsal dva spisky.[1]
- Judicium de catholicorum ei acatholicorum regula credendi. (1641)
- De luce mentium et aius imagine (1642)
- Principia et specimen philosophiae (1652)
- Acta disputationis habitae Rheinfelsae apud S. Goarem (1652)
- Epistola Valeriani Magni ... ad ... Bonauenturam Ruthenum ... De questione, utrum primatus Rom. Pontificis super universam ecclesiam probari possit ex solo sacro textu (1653)
- Commentarius De homine infami personato sub titulis M. Jocosi Seueri Medii (1654)
- Apologia Valerii Magni contra imposturas Jesuitarum (asi 1660) Obrana V. Magniho proti jezuitským obviněním... vyšlo bez souhlasu nadřízených.
- Opus philosophicum (vydáno 1661, Litomyšl)
- Christiana et catholica defensio, Adversum Societatem Jesu haeresi vel atheismo infectam (1661)